# Nipterella parksii
Nipterella parksii är en svampart som först beskrevs av Cash, och fick sitt nu gällande namn av Dennis 1962. Nipterella parksii ingår i släktet Nipterella och familjen Helotiaceae.   Inga underarter finns listade i Catalogue of Life.